# 제16회 골든 래즈베리상
제16회 골든 래즈베리상은 1995년 영화를 대상으로 1996년 3월에 열린 시상식이다. 헐리우드 루즈벨트호텔에서 개최되었다.

## 수상 및 후보

### 최악의 작품상
- 쇼걸 수상
- 콩고
- 남자 그리고 여자
- 주홍글씨
- 워터월드
- 에이스 벤츄라 2
- 지킬 박사와 미스 하이드
- 쇼걸
- 저주받은 도시

### 최악의 남우주연상
- 스트립퍼 배심원 - 폴리 쇼어 수상
- 워터월드 - 케빈 코스트너
- 쇼걸 - 카일 맥라클란
- 코드명 J - 키아누 리브스
- 어쌔신 - 실베스타 스탤론

### 최악의 여우주연상
- 쇼걸 - 엘리자베스 버클리 수상
- 페어 게임 - 신디 크로포드
- 주홍글씨 - 데미 무어
- 남자 그리고 여자 - 줄리아 스위니
- 지킬 박사와 미스 하이드 - 숀 영

### 최악의 남우조연상
- 워터월드 - 데니스 호퍼 수상
- 콩고 - 팀 커리
- 쇼걸 - 로버트 다비
- 주홍글씨 - 로버트 듀발
- 쇼걸 - 알랜 라킨즈

### 최악의 여우조연상
- 포 룸 - 마돈나 수상
- 콩고 - 에이미(고릴라)
- 크레이지 토미 보이 - 보 데렉
- 쇼걸 - 지나 거손
- 쇼걸 - 린 터치

### 최악의 감독상
- 쇼걸 - 폴 버호벤 수상
- 컷스로트 아일랜드 - 레니 할린
- 주홍글씨 - 롤랑 조페
- 콩고 - 프랭크 마샬
- 워터월드 - 케빈 레이놀즈

### 최악의 각본상
- 쇼걸 수상
- 콩고
- 남자 그리고 여자
- 제이드
- 주홍글씨

### 최악의 신인상
- 쇼걸 - 엘리자베스 버클리 수상
- 이중 노출 - 데이빗 카루소
- 제이드 - 데이빗 카루소
- 페어 게임 - 신디 크로포드
- 남자 그리고 여자 - 줄리아 스위니
- 콩고 - 에이미(고릴라)

### 최악의 주제가상
- 쇼걸 - Walk Into The Wind 수상
- 배트맨 3 - 포에버 - Hold Me, Thrill Me, Kiss Me, Kill Me
- 콩고 - Spirit of Africa

### 최악의 속편상
- 주홍글씨 수상

## 같이 보기
- 제68회 아카데미상
- 제49회 영국 아카데미 영화상
- 제53회 골든 글로브상
- 제2회 미국 배우 조합상